# 韦斯特林山区诺伊施塔特
韦斯特林山区诺伊施塔特（德語：Neustadt/Westerwald）是德国莱茵兰-普法尔茨州的市镇，属于韦斯特林山县。该市镇总面积为2.80平方千米，2023年12月31日总人口为575人。